# Даневич Микола Володимирович
Микола Володимирович Даневич (нар. 22 вересня 1966, Київ) — український політичний і громадський діяч, заступник Міністра молоді та спорту України (2015—2019). Кандидат економічних наук. Заслужений працівник фізичної культури і спорту України.

## Біографія
У 1983 році закінчив середню загальноосвітню школу № 37 м. Києва. У цьому ж році вступив до Черкаського пожежно-технічного училища МВС СРСР ім. М. С. Урицького, яке закінчив у червні 1986 року. 20-річним лейтенантом брав участь у ліквідації аварії на Чорнобильській АЕС (учасник ліквідації II категорії).
З 1986 по 1990 роки проходив службу в органах внутрішніх справ Південно-Західного УВС на транспорті.
З липня 1990 по квітень 1993 року працював на посаді інженера-конструктора в науково-технічному кооперативі «Перестройка» та робітником в кооперативі «Контейнерні перевезення», ст. Київ-Товарний Південно-Західної залізниці.
З травня 1993 по липень 2006 року працював на керівних посадах: директора, заступника директора, начальника відділу ТОВ, ЗАТ, АКБ за напрямками: економіка та страхування.
У квітні 2006 року Даневич обраний депутатом Голосіївської районної в м. Києві ради, а з 1 липня 2006 року став заступником голови ради, де залишався до 31 жовтня 2010 року.
Голова наглядової ради Всеукраїнської громадської козацької дитячої організації «Дніпровська Січ». Генерал-полковник козацтва. Заступник голови громадської організації Афгано-Чорнобильське братство «Побратими». З 2011 р. — заступник голови Голосіївської районної громадської організації «Союз інвалідів Чорнобиля».
З 2011 по 2014 роки — помічник народного депутата України, учасник Революції Гідності.
З 4 квітня по 15 вересня 2014 року — голова Голосіївської районної в м. Києві державної адміністрації.
2012 року обирався до Верховної Ради 7-го скликання від ВО "Батьківщина" (список № 107), 2014 року обирався до Верховної Ради 8-го скликання від партії Народний фронт (211 округ), а 2015 року до Київської міської ради 8-го скликання від БПП (10 округ), але в усіх трьох випадках обраний не був.
З квітня 2015 року — заступник Міністра молоді та спорту України — керівник апарату, а у січні 2017 року став заступником Міністра молоді та спорту України. 4 вересня 2019 року звільнений з посади.
Згодом очолював Київську міську організацію ФСТ «Динамо» України, а у грудні 2023 року був призначений на посаду заступника голови всеукраїнської організації ФСТ «Динамо» України.

### Освіта
- Черкаське пожежно-технічне училище (1986).
- Академія праці і соціальних відносин Федерації професійних спілок України, юрист (2006).
- Національний аграрний університет, спеціаліст з фінансів (2008).
- Українсько-арабський інститут міжнародних відносин імені Аверроеса Міжрегіональної академії управління персоналом, магістр політології (2008).
- Національна академія державного управління при Президентові України, державне управління (м. Дніпропетровськ) (2011).

## Нагороди[8]
- Грамота Верховної Ради України (2009 р.);
- Почесна грамота та Подяка Кабінету Міністрів України (2008, 2009 р.р.);
- Почесна грамота та Подяка Київського міського голови;
- Нагрудний знако Київської міської ради «Знак пошани»;
- Почесні грамоти та Подяки районних в м. Києві рад та адміністрацій;
- Присвоєно звання «Почесний громадянин Голосіївського району м. Києва».